# فولا مازوروناك
فولا سيارجايونا مازوروناك (بالبيلاروسية: Вольга Сяргееўна Мазуронак)، (14 أبريل 1989) هي عداءة مسافات طويلة بيلاروسية ولاعبة سباق مشي سابقة. وهي بطلة وطنية ثلاث مرات. لديها أفضل ماراثون بوقت قدره 2:23:54، وحصلت على المركز الرابع في ماراثون لندن في عام 2016. وفازت بسباقات الماراثون في سيبيريا وكاليفورنيا وحصلت على الميدالية الفضية في دورة الألعاب العسكرية العالمية لعام 2015.

## حياة مهنية
جاء ظهورها الدولي الأول في سباق الجري لمسافات طويلة ووضعت ضمن أفضل 100 لاعب في سباق الناشئين في بطولة العالم للعدو الريفي لعام 2005. واحتلت المركز الرابع في سباق المشي لمسافة 5000 متر في بطولة العالم للشباب 2005، ثم ضمن المراكز الخمسة الأولى في كل من بطولة العالم للناشئين 2006 وسباق كأس العالم لسباق المشي للناشئين لعام 2006. وشاركت أيضًا في الكأس الأوروبي لسباق المشي لعام 2005. حصلت على المركز الخامس في حدث الماراثون للسيدات في دورة الألعاب الأولمبية الصيفية 2016. شهد عام 2018 فوز مازوروناك بماراثون بطولة أوروبا لألعاب القوى على الرغم من نزيف في الأنف واتباع المسار الخاطئ في مئات الأمتار.

## نتائج شخصية
- 5000 متر – 15:35.21 دقيقة (2015)
- 10.000 متر – 32:31.15 دقيقة (2014)
- نصف الماراثون – 72:02 دقيقة (2015)
- ماراثون – 2:23:54 ساعة (2016)

## المسابقات الدولية
| العام | المسابقة                   | المكان                  | المركز | حدث                 | ملاحظة   |
| ----- | -------------------------- | ----------------------- | ------ | ------------------- | -------- |
| 2005  | بطولة العالم للعدو الريفي ‏ | سان جالمير [الإنجليزية] | 100th  | سباق الناشئين ‏      | 25:10    |
| 2005  | بطولة العالم للعدو الريفي ‏ | سان جالمير [الإنجليزية] | 17th   | فريق الناشئين       | 376 pts  |
| 2005  | بطولة العالم للشباب        | مراكش                   | 4th    | 5000 م المسار المشي | 22:52.06 |
| 2005  | كأس أوروبا لسباق المشي ‏    | ميشكولتس                | —      | 10 كم ناشئين        | DQ       |
| 2006  | كأس العالم لسباق المشي     | قرجيطة                  | 4th    | 10 كم ناشئين        | 47:40    |
| 2006  | كأس العالم لسباق المشي     | قرجيطة                  | 3rd    | فريق الناشئين       | 15 pts   |
| 2006  | بطولة العالم للناشئين      | بكين                    | 5th    | 10,000 م مشي ‏       | 47:37.11 |
| 2012  | كأس أوروبا 10000م ‏         | بلباو                   | 32nd   | 10,000 م            | 34:27.86 |
| 2013  | الجامعات                   | قازان                   | 14th   | نصف الماراثون       | 1:17:07  |
| 2014  | بطولات الفرق الأوروبية ‏    | تالين                   | 3rd    | 5000 م              | 15:35.44 |
| 2014  | بطولة أوروبا               | زيورخ                   | 7th    | 10,000 م ‏           | 32:31.15 |
| 2015  | بطولات الفرق الأوروبية ‏    | تشيبوكساري              | 2nd    | 5000 م ‏             | 15:51.89 |
| 2015  | الألعاب العسكرية العالمية  | مونغيونغ                | 2nd    | 5000 م              | 15:35.21 |
| 2016  | الألعاب الأولومبية         | ريو دي جانيرو           | 5th    | ماراثون ‏            | 2:24:48  |
| 2018  | بطولة أوروبا ‏              | برلين                   | 1st    | ماراثون             | 2:26:22  |
| 2019  | ماراثون هونغ كونغ ‏         | هونغ كونغ               | 1st    | ماراثون هونغ كونغ ‏  | 2:26:13  |
| 2019  | بطولة العالم               | الدوحة                  | 5th    | ماراثون             | 2:36:21  |
| 2021  | ألعاب القوى الأولمبية      | سابورو                  | 5th    | ماراثون             | 2:29:06  |

## الألقاب الوطنية
- بطولة بيلاروسيا لألعاب القوى
  - 5000 م: 2013
  - 10.000 م: 2013، 2014

## الإنجازات
- وارسو نصف الماراثون : 2012
- ماراثون ديبنو: 2012
- ماراثون سيبيريا الدولي: 2012
- فالبرزيتش نصف الماراثون: 2014
- ماراثون كاليفورنيا الدولي: 2014
- مينسك نصف الماراثون: 2015
- ماراثون دوسلدورف: 2018